# Водяная полёвка
Водяная полёвка, или (европейская) водяная крыса, (лат. Arvicola amphibius) — вид млекопитающих семейства хомяковых. Водяная полёвка часто селится по берегам рек, озёр, прудов и других водоёмов, но нередко её можно встретить далеко от воды — на лугах, огородах, полях и даже в плодовых садах. Особенно часто перекочёвывает на более сухие участки во время половодья; после спада воды возвращается ближе к воде.

## Этимология, региональные названия
В диалектах и говорах русского языка, распространённых в Сибири, по отношению к водяной полёвке применяется название «крот»; иногда для различения собственно крота и данного животного употребляются словосочетания «земляной крот» и «водяной крот» соответственно. Данная ситуация зафиксирована и в англо-русском словаре, составленном английским путешественником Ричардом Джеймсом на рубеже XVI—XVII веков, вероятно, в 1618 году (собственно крот в словаре обозначен под названием «земляной медведь», данный диалектизм до сих пор употребляется в Холмогорах Архангельской области, что даёт основания полагать, что, по-видимому, словарь был основан на северном наречии русского языка).
В архангельских говорах употребляется название «луговая мышь», в смоленских говорах — «смолянка», а в говорах Оренбуржья — «ныри́ца». На Дону животное известно под названием «полха́н».

## Внешний вид
Самая крупная из полёвок, уступающая по размерам в семействе Arvicolidae только ондатре. Внешне немного сходна с серой крысой, но имеет более вальковатое тело, укороченную морду с короткими ушами, мягкий шелковистый волосяной покров и менее длинные, особенно малозаметные из-за пушистого меха лапы. Хвост, в отличие от ондатры, круглый в сечении, а в отличие от крысы покрыт, хотя и не густо, волосами, оканчивается не голой кожей, но слабым подобием кисточки длиной около 0,5 см; кроме того, он заметно короче по сравнению с крысиным. Глаза меньше, чем у крысы. Хороший диагностический признак — резцы в средней части желто-бурого цвета.
Размеры тела вполне взрослых особей заметно колеблются в разных географических районах как по ареалу, так и в разных ландшафтах на одной географической территории. Масса тела от 120 до 330 г, средние по выборкам взрослых из разных популяций колеблются в пределах 140—260 г. Длина тела абсолютная от 110 до 260 мм, среднепопуляционная — 140—215 мм. Хвост составляет в среднем от 1/2 до 2/3 длины тела.
Волосяной покров хорошо дифференцирован на густую тонкую подпушь и сравнительно грубую ость. Сезонные различия меха слабо выражены. Окраска верха одноцветная, варьирующая от тёмно-бурой до почти чёрной; в северных популяциях конец хвоста может быть белым.

## Распространение
В ареал входит северная часть Евразийского материка от Атлантического побережья Западной Европы до центральной и юго-восточной Якутии; к югу — до северного побережья Средиземного моря, Малой и Передней Азии, северной Монголии, северо-западных районов Китая. На территории бывшего СССР — широко распространённый вид, занимающий большую часть нечернозёмной зоны РФ, страны Балтии, Белоруссию, Западную Украину (Львовская и Тернопольская области), Северный Кавказ (Ставропольский край — в поймах рек Кубань, Кума, Терек; Кабардино-Балкария), Нижнее Поволжье, Казахстан (кроме пустынных и полупустынных районов), Сибирь (кроме арктической зоны).

## Значение для человека
Массовый вредитель с/х культур и пастбищ. Особенно существенный вред наносит всем полевым культурам в поймах рек и в непосредственной близости от водоёмов. Вредит также на пастбищах и сенокосах, в садах и питомниках, на огородах и в местах хранения овощной продукции. Не столько поедает урожай зерновых, сколько делает невозможным его уборку, взрывая поля в момент созревания колосовых и засыпая землей полегшие хлеба. Повреждает саженцы садовых и лесных деревьев, нанося ущерб садоводству и лесоводству. С наступлением заморозков массово покидают болота и перемещаются на занятые лугами, лесами, полями, огородами земли. На зиму делает запасы кормов. Имеет второстепенное значение в пушном промысле. Основной носитель туляремии, омской геморрагической лихорадки, лептоспироза и других трансмиссивных заболеваний.
Научно-исследовательские работы по изучению этого вида проводятся в Институте систематики и экологии животных СО РАН (Новосибирск).

## В культуре
- Одним из главных героев сказочной повести «Ветер в ивах» шотландского писателя Кеннета Грэма (1908) является самец водяной крысы по имени Дядюшка Рэтти (Крысси, англ. Mr. Water Rat).